# Santalum spicatum
Santalum spicatum, una especie conocida como sándalo australiano, es un árbol nativo de áreas semiáridas del sur y oeste de Australia. Se le comercializa como sándalo y su precioso aceite ha usado como aromático, como medicina y como fuente de comida. S. spicatum es una de las cuatro especies apreciadas de Santalum que crecen en Australia.

## Descripción
Pertenece a la familia Santalaceae y es una de las cuatro especies que crecen en Australia occidental. Tiene una distribución similar al quandong (Santalum acuminatum) y es hemiparásita requiriendo macronutrientes de las raíces de los huéspedes. Tiene un hábito de arbustivo a árbol pequeño, pero puede crecer a una altura de 6 metros y es tolerante a la sequía y a la sal. El follaje es de color verde grisáceo. El fruto de S. spicatum es esférico, aproximadamente 3 cm de diámetro y es naranja. Una semilla comestible con una cáscara dura forma el bulto del fruto; la cáscara es más lisa que la de superficie profundamente picada de la del S. acuminatum. La germinación ocurre durante condiciones templadas y húmedas. El impacto del sobrecultivo y el clareo de tierra para la agricultura, desde los años 1880, ha reducido grandemente el rango de la especie. Los aceites producidos por el árbol contienen una gran complejidad de químicos, muchos de los cuales tienen propiedades  antimicrobiales.

## Uso comercial

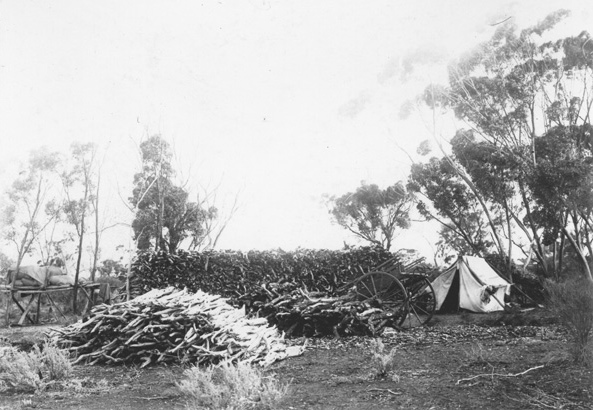
Una área de tala en el Cinturón de trigo de Australia Occidental

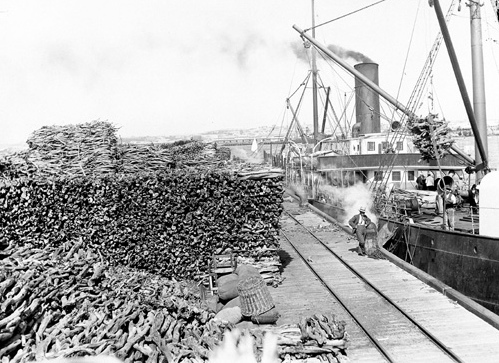
Exportación desde Fremantle. 1905

La cosecha y exportación de S. spicatum ha sido una parte importante de la economía del oeste de Australia, en una época formando más de la mitad de los ingresos del estado. La colonización del área del cinturón del trigo se aceleró por los fondos generados por los 'sándalos' encontrados ahí. La distribución y población de los sitios endémicos fueron significativamente afectados durante los períodos de desarrollo rural y descenso económico. 
Una investigación por la Comisión de Productos Forestales (Australia Occidental), Universidades estatales e industria privada está siendo emprendida en el cultivo del árbol y las propiedades de su madera y nueces.  La replantación ha ocurrido en algunas propiedades como una estrategia de restauración de la tierra, un cultivo de comida a largo plazo.  Un aceite con gran valor en el mercado se produce en Albany.
El área de plantaciones comerciales se ha elevado de 7 a 70 km² entre 2000 y 2006. La exportación de 2000 toneladas de sándalo al año se obtiene primordialmente originada de las plantaciones. La cosecha de los árboles está reducida si se le compara con la industria del siglo XIX. Las exportaciones de más de 50 000 toneladas en la pasada década estuvieron relacionadas con la expansión agrícola por el acceso incrementado y los cosechadores.

### Cultivo
La germinación es difícil y puede depender del ciclo de El Niño. Se ha reportado éxito al poner las semillas en vermiculitas húmedas en bolsas de plástico en temperaturas de interiores. Una vez germinadas, debería plantarse junto a una (preferentemente nativa de Australia) planta joven, y regado adecuadamente.

## Taxonomía
Santalum spicatum fue descrita por (R.Br.) A.DC. y publicado en Prodr. 14: 585 1857.
Sinonimia
- Eucarya spicata (R.Br.) Sprague & Summerh.
- Fusanus cignorum Kuntze
- Fusanus spicatus R.Br.
- Fusanus spicatus var. frutescens Hochr.
- Santalum cygnorum Miq.[6]